# 24 Heures de Zolder
Les 24 Heures de Zolder (24 uur van Zolder en néerlandais) est une épreuve d'endurance de voitures de sport et de voitures de tourisme créée en 1977 qui se déroule sur le circuit de Zolder en Belgique.

## Historique
La course s'est déroulée chaque année, sauf en 1988. La course a été organisée pour la première fois en 1983 par le Circuit de Zolder lui-même. Entre 2007 et 2011, SRO Motorsports Group a repris l’organisation, désormais reprise en main par le circuit.
En 1989, une voiture Grand Tourisme a gagné pour la première fois. En 2009, la course a été réouverte aux voitures de tourisme et depuis 2012, les prototypes et les voitures historiques sont également autorisés à participer. À partir de 2022, les prototypes seront à nouveau interdits et l'accent sera mis sur les voitures de tourisme et GT. 
La course s'est souvent déroulée au sein du Championnat de Belgique de Grand Tourisme mais elle s'en est détachée en 2012.

## Palmarès
| Année | Pilotes                                                                                   | Voiture                 | Équipe                              |
| ----- | ----------------------------------------------------------------------------------------- | ----------------------- | ----------------------------------- |
| 1977  | Baudoin Corbiau / Rudy Frahm / Dirk Vermeersch                                            | Autobianchi A112        |                                     |
| 1978  | Philippe Hoebeke / Hoebeke / Van den Broeck                                               | BMW 2002                |                                     |
| 1979  | Philippe Hoebeke / François-Xavier Boucher / Roger Bertrand                               | BMW 2002                |                                     |
| 1980  | Jos Reussens / Luc Reussens / Jos Stolck                                                  | BMW 323                 |                                     |
| 1981  | Jos Reussens / Luc Reussens / Dirk Vermeersch                                             | BMW 323                 |                                     |
| 1982  | Dirk Van Rompuy / Marc Flamand / Paul Daerden                                             | Opel Kadett             |                                     |
| 1983  | Albert Vanierschot / Raymond Raus                                                         | Renault 5 Turbo         |                                     |
| 1984  | Noël Van den Eeckhout / De Mey / Gustavson                                                | BMW 323i                |                                     |
| 1985  | Noël Van den Eeckhout / Patrick De Wulf / Bruno Clemens                                   | BMW 320i                |                                     |
| 1986  | Patrick Slaus / Bernard Bormans / Charles Geeraerts                                       | BMW PSR                 |                                     |
| 1987  | Etienne Dumortier / Baert / Plash                                                         | Volvo 240 T             |                                     |
| 1989  | De Craene / Roger Van Peteghem / Didier De Puyseleyr                                      | Porsche 911 Carrera     |                                     |
| 1990  | Etienne Dumortier / Dumortier / Baudoin De Rosee                                          | Volvo 240 T             | JED2                                |
| 1991  | Marc Dries / Jean Wils / Kurt Thiers                                                      | BMW 325 VR              | ERCO                                |
| 1992  | Michael Beilke / Edgar Dören / Peter Prosten                                              | Porsche 911 Carrera     |                                     |
| 1993  | Kurt Dujardyn / Maes / Herreman                                                           | Porsche Carrera RS      |                                     |
| 1994  | Fons Taels / Vincent Dupont / Kurt Thiers                                                 | Porsche Carrera RS      | GL                                  |
| 1995  | Albert Vanierschot / Paul Kumpen / Georges Cremer                                         | Porsche 993             | GL                                  |
| 1996  | Vincent Dupont / Eric Bruynoghe / Kurt Dujardyn                                           | Porsche 993             |                                     |
| 1997  | Patrick Huisman / Vincent Vosse / Marc Goossens                                           | Porsche 993             | PCA                                 |
| 1998  | Patrick Huisman / Thierry Boutsen / Marc Goossens                                         | Porsche 993             | PCA                                 |
| 1999  | Jean-François Hemroulle / Tim Verbergt / Marcel Tarrès                                    | Audi A4                 | Dubois                              |
| 2000  | Vincent Cohen / Anthony Kumpen / Marc Duez                                                | Chrysler Viper GTS-R    | GLPK                                |
| 2001  | Albert Vanierschot / Freddy Van Roey / Tim Verbergt                                       | Porsche 993 Biturbo     | AD-Sport                            |
| 2002  | Bert Longin / Anthony Kumpen / Mike Hezemans / Vincent Dupont                             | Chrysler Viper GTS-R    | GLPK                                |
| 2003  | Bert Longin / Anthony Kumpen / Mike Hezemans / Vincent Dupont                             | Chrysler Viper GTS-R    | GLPK                                |
| 2004  | Bert Longin / Anthony Kumpen / Mike Hezemans / Pedro Lamy                                 | Chrysler Viper GTS-R    | GLPK                                |
| 2005  | Marc Goossens / David Hart / Guy Verheyen / Jan Heylen                                    | Chevrolet Corvette C5-R | SRT                                 |
| 2006  | Marc Duez / Tom Cloet / Maxime Soulet / David Hart                                        | Chevrolet Corvette C5-R | SRT                                 |
| 2007  | Guillaume Dumarey / Maxime Soulet / Marc Goossens / Maxime Dumarey                        | Porsche 997 GT3-cup     | GPR                                 |
| 2008  | Ruben Maes / Bart Couwberghs / Heinz Bonnaerens / Ward Sluys                              | Porsche 997 GT3 Cup S   | NGT                                 |
| 2009  | Rudi Penders / Franz Lamot / David Loix / Louis Machiels                                  | Porsche 996 GT3-RS      | Prospeed Competition                |
| 2010  | Anthony Kumpen / Bert Longin / Henk Hahne / Frank Beliën                                  | Porsche 911 GT3 Cup S   | First Motorsport                    |
| 2011  | François Verbist / Enzo Ide / Bert Longin / Xavier Maassen                                | Audi R8 LMS             | W Racing Team                       |
| 2012  | Laurens Vanthoor / Edward Sandström / Anthony Kumpen / Marco Bonanomi                     | Audi R8 LMS             | W Racing Team                       |
| 2013  | Dylan Derdaele / Bert Redant / Kenneth Heyer / Kuba Giermaziak / Frank Thiers             | Porsche 997 GT3-cup     | Belgium Racing                      |
| 2014  | Dylan Derdaele / Kenneth Heyer / Peter Hoevenaars / Frank Thiers                          | Porsche 997 GT3-cup     | Belgium Racing                      |
| 2015  | Dylan Derdaele / Kenneth Heyer / Peter Hoevenaars / Marc Goossens                         | Porsche 991 GT3 Cup     | Belgium Racing                      |
| 2016  | Dylan Derdaele / Kenneth Heyer / Peter Hoevenaars / Yannick Hoogaars / Marc Goossens      | Porsche 991 GT3 Cup     | Belgium Racing                      |
| 2017  | Frank Thiers/ Hans Thiers / Jeffrey Van Hooydonk / Christoff Corten / Gilles Magnus       | Norma M20FC             | Scuderia Monza by DVB racing        |
| 2018  | Christian Engelhart / Lieven Goegebuer / Niels Lagrange / Xavier Stevens / Dries Vanthoor | Porsche 991 Cup         | Independent Motorsports             |
| 2019  | Bert Longin / Stienes Longin / Christoff Corten / Giorggio Maggi                          | Norma M20FC             | KRAFFT RACING                       |
| 2020  | Pas de course                                                                             | Pas de course           | Pas de course                       |
| 2021  | Jeffrey van Hooydonk / Gilles Magnus / Hans Thiers / Frank Thiers / Alon Day              | Norma M20FC             | Russell Racing by PK                |
| 2022  | Bert Longin / Stienes Longin / Peter Guelinckx / Nicolas Saelens / Dries Vanthoor         | Audi R8 LMS GT2         | PK Carsport                         |
| 2023  | Glenn Van Parijs / Nicolas Saelens / Nico Verdonck / Rodrigue Gillion / Thomas Laurent    | Porsche 992 GT3 Cup     | August by NGT                       |
| 2024  | Bertrand Baguette / Benjamin Paque / Kobe Pauwels / Glenn Van Parijs / Robin Knutsson     | Porsche 992 GT3 Cup     | D'Ieteren Luxury Performance by NGT |